# 奥雷格
奥雷格（法語：Orègue，法語發音：[ɔʁɛɡ]）是法国大西洋比利牛斯省的一个市镇，位于该省中部偏西北，属于巴约讷区和巴斯克地区城市公共社区。

## 地理
奥雷格（43°23'39"N, 1°8'6"W）面积36.43 平方千米，位于法国新阿基坦大区大西洋比利牛斯省，该省份为法国东南部省份，涵盖了贝阿恩与北巴斯克，西临大西洋比斯開灣，北至朗德省，东北接热尔省，东临上比利牛斯省，南与西班牙接壤。
与奥雷格接壤的市镇（或旧市镇、城区）包括：阿莫罗茨-叙科斯、阿罗特-沙里特、阿耶尔、巴尔多斯、比达什、伊斯蒂里茨、克莱朗斯堡、梅阿兰、圣马丹达尔贝鲁。

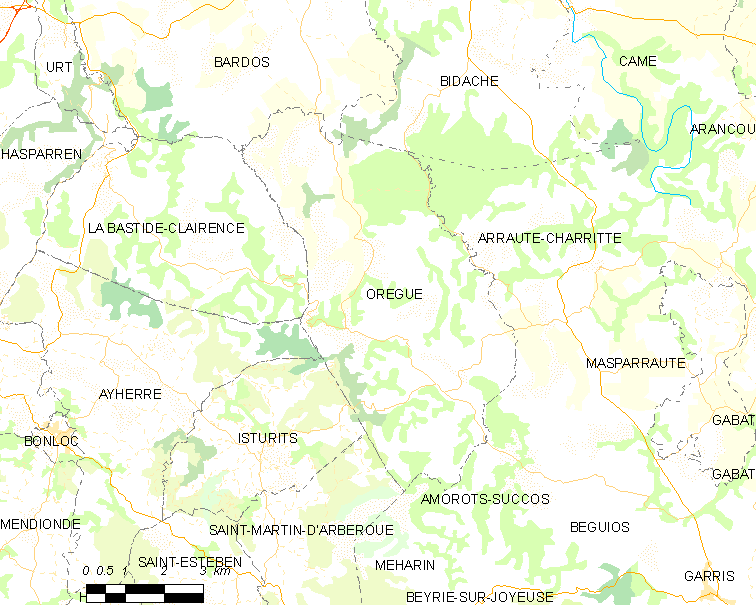
奥雷格的OSM定位图

奥雷格的时区为UTC+01:00、UTC+02:00（夏令时）。

## 行政
奥雷格的邮政编码为64120，INSEE市镇编码为64425。

## 政治
奥雷格所属的省级选区为比达什地区-阿米库塞-奥斯蒂巴尔县。

## 人口

1962-2008年间奥雷格人口变化图示

奥雷格于2022年1月1日时的人口数量为517人。